# Платіжний агент
Платіжний агент — фінансова фірма, банк, які спеціально делеговані акціонерним товариством для виконання усіх операцій, пов'язаних з цінними паперами цього товариства (акції, облігації).
Платіжний агент несе абсолютне зобов'язання щодо виплати доходів по цінних паперах і їх погашенню (виплата дивідендів, процентів тощо). За умови більших випусків цінних паперів часто створюється консорціум (синдикат) андерайтерів, до складу якого зазвичай входить також і платіжний агент.